# Eclissi solare del 1º novembre 1929
L'eclissi solare del 1º novembre 1929 è un evento astronomico che ha avuto luogo il suddetto giorno attorno alle ore 12.05 UTC. 
L'eclissi, di tipo anulare, è stata visibile in alcune parti dell'Africa (Congo, Gabon, Ghana, Mali, Mauritania, Sahara Occidentale, Tanzania e Togo) dell'Europa, e del Medio Oriente.
L'eclissi è durata 3 minuti e 54 secondi.